# Перед судом історії
«Перед судом історії» (рос. «Перед судом истории») — російський радянський повнометражний чорно-білий документальний фільм, поставлений на Кіностудії «Ленфільм» в 1964 році режисером Фрідріхом Ермлером.
Прем'єра фільму в СРСР відбулася 29 листопада 1965 року.

## Зміст
Основа фільму складена за діалогом історика і російського націоналіста та монархіста Василя Віталійовича Шульгіна, одного з організаторів Білого руху. Шульгін так відгукувався про революцію: «З першої ж миті… відраза залила мою душу, і звідтоді не залишала мене усю тривалість „великої“ російської революції. Нескінченний струмінь людського водопроводу кидав у Думу все нові і нові обличчя… Та скільки їх було — у всіх було одне обличчя: мерзенно-тваринно-тупе або мерзенно-диявольськи-злісне». Фільм був знятий для того, щоб показати, як помилявся в своїх поглядах Василь Віталійович. Ось тільки радянська влада все одно побоювалася і не жалувала показами цю картину.

## Про фільм
Свою головну мету Ф. Ермлер, режисер фільму, формулював так: «Я хочу, щоб він сказав всім: „Я програв“».
Однак беззастережного досягнення мети не вийшло. Хоча, в завершенні фільму В. Шульгін і вимовляє в розмові зі старим революціонером Федором Петровим: «Те що ви, комуністи, робите зараз для Росії — не тільки корисно, але й необхідно», Василь Віталійович виявився занадто сильною, цільною і яскравою особистістю, відданою ідеалам Білого руху.
Фільм показували в московських і ленінградських кінотеатрах в кінці 1965 року всього лише три дні, після чого з прокату зняли, хоча і не заборонили.

## Беруть участь
- Василь Віталійович Шульгін
- Федір Миколайович Петров
- Сергій Свистунов — в ролі історика

## Знімальна група
- Сценарій — В. Владимирова за участю Михайла Блеймана
- Постановка — Фрідріха Єрмлера
- Головні оператори — Мойсей Магід, Лев Сокальський
- Головний художник — Олександр Блек
- Режисери — Леонід Квиніхідзе, О. Квиніхідзе
- Композитор — Сергій Слонімський
- Звукооператор — Лев Вальтер
- Художник — Н. Курнікова
- Оператор — Євген Мезенцев
- Асистенти:
режисера — А. Брянцева, Г. Марасаєва
оператор — Г. Іванов, Р. Русанович
- Монтажер — Р. Шварц
- Редактор — Хейлі Елкен
- Комбіновані зйомки:
Оператори — Б. Дудов, В. Кабанов
Художник — В. Лук'янов
- Оркестр Ленінградської Державної філармонії
Диригент — Ігор Блажков
- Директор картини — Микола Єлісієв